# کوه رساس
کوه رساس (به عربی: جبل الرصاص) یک کوه در تونس است که در تونس واقع شده‌است. کوه رساس ۷۹۵ متر بالاتر از سطح دریا واقع شده‌است.